# Церква Різдва Пресвятої Богородиці (Глібки)
Церква Різдва Пресвятої Богородиці в Глібках — парафія і храм греко-католицької громади Хмельницького деканату Кам'янець-Подільської єпархії Української греко-католицької церкви в селі Глібки Хмельницької области.

## Історія церкви
Парафія утворена та зареєстрована в 1997 році. З 2003 року богослужіння проводяться в пристосованому приміщенні. Того ж року за сприяння о. митрата Василія Семенюка було збудовано та освячено цегляну церкву.
При парафії ведеться катехизація, а також підготовка дітей до Першої сповіді та Урочистого причастя. Діють такі спільноти:
- Спільнота «Матері в молитві».
- Вівтарна дружина.

## Парохи
- о. Роман Зозуля (з вересня 2007).